# Gölsjön, Halland
Gölsjön är en sjö i Falkenbergs kommun i Halland och ingår i Ätrans huvudavrinningsområde.